# Minerva Motors
Minerva Motors (francouzsky Société Anonyme Minerva Motors) byla belgická firma, která v letech 1902 a 1934 vyráběla automobily.

## Historie
Firmu Minerva vyrábějící jízdní kola založil Belgičan Sylvain de Jong (1868–1928) v roce 1897 v Antverpách. V roce 1900 začal svá kola osazovat jednoválcovým motorem švýcarské firmy Zedel. Po zakoupení licence od majitelů firmy Zedel – švýcarských inženýrů Hermanna Lüthiho a Ernsta Zürchera, kteří vyvinuli motor o objemu 211 cm³, začala Minerva vyrábět vlastní motocykly. Ty rychle získaly svou spolehlivostí a také díky vítězstvím na závodní dráze Zurenborg dobrou pověst. Továrna rychle rostla a přesunula se do nových prostor.
Firma několik let vyráběla malý vůz s jednoválcovým motorem „Minervette“. V roce 1902 uvedla na trh model 6 CV se čtyřválcovým motorem. O rok později založil Jong v Berchemu u Antverp (dnes místní část města) firmu NV Minerva Motors. V roce 1904 začal vyrábět vozy s dvou, tří a čtyřválcovými motory a řetězovým převodem.
V roce 1907 získaly závodní vozy Minerva první čtyři místa v závodě Ardenami. Po úspěchu vozu s osmilitrovým motorem v závodě na okruhu Ardenami v roce 1908 se de Jong začal zabývat stavbou luxusních velkoobjemových automobilů a výrobu jízdních kol a motocyklů zastavil.
Charles Rolls, pozdější zakladatel společnosti Rolls-Royce, začal v Anglii prodávat vůz Minerva 14 CV s motorem o objemu 2,9 litru. Anglický trh byl v té době po Nizozemsku, Francii a Švýcarsku nejdůležitějším evropským trhem. Minervette s motorem 638 cm³ byl s cenou 105 liber nejlevnějším vozem v Británii.
V roce 1908 získala Minerva celosvětovou licenci na motor s šoupátkovým rozvodem amerického vynálezce a podnikatele Charlese Yale Knighta. Tyto motory měly velmi klidný a tichý chod. Kromě Minervy vyráběla motory této konstrukce firma Daimler a francouzská společnost Panhard & Levassor. Všechny od této doby vyráběné vozy Minerva užívaly systém Knight a původní motory s ventily z jejího výrobního programu zmizely, což se později stalo firmě osudným. Na rakouských alpských a švédských zimních závodech vozy Minerva s novými motory získaly četné úspěchy. Kromě motorů o objemu 6,5 litru vyráběla firma také pohonné jednotky s objemem 2,5 a 4,5 litru.
Mezi nejslavnější zákazníky prestižní značky patřili králové Belgie, Švédska a Norska a také Henry Ford nebo belgická impresionistická malířka Anna Boch.

### Luxusní vozy

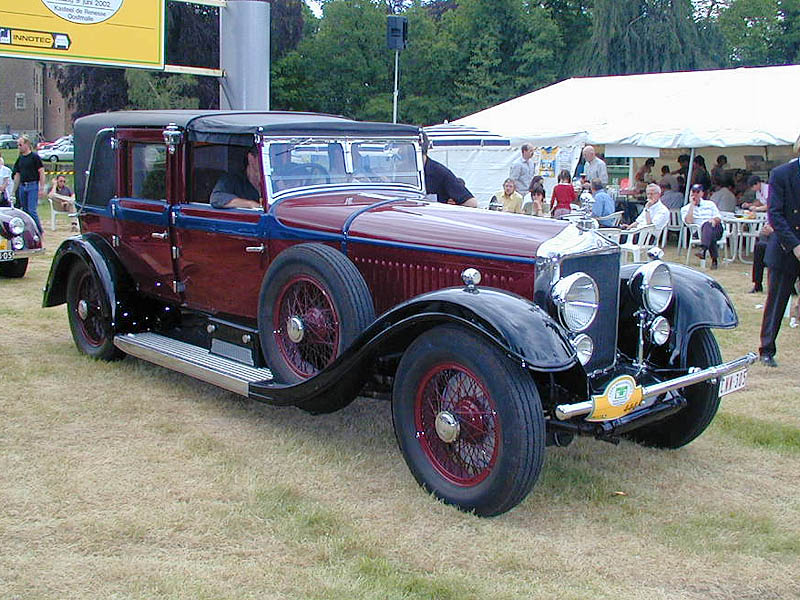
Minerva AK (1928)

- Minerva NN
- Minerva AG
- Minerva AK
- Minerva AL